# Linda Yaccarino
Linda Yaccarino (nacida en 1963) es una ejecutiva de medios estadounidense. Fue presidenta de ventas de publicidad de NBCUniversal. Actualmente es directora ejecutiva de X Corp., en sucesión de Elon Musk.

## Primeros años y educación
Linda Yaccarino creció en Deer Park, Nueva York y es de ascendencia italiana. Se graduó en 1985 de la Facultad de Comunicaciones Donald P. Bellisario de la Universidad Estatal de Pensilvania con una licenciatura en telecomunicaciones.

## Carrera
Yaccarino trabajó para Turner Entertainment durante 15 años y se convirtió en vicepresidenta ejecutiva y directora de operaciones de ventas publicitarias, donde desempeñó un papel clave en el desarrollo de soluciones innovadoras de publicidad y marketing. Yaccarino se unió a NBCUniversal en octubre de 2011. Como jefa de ventas de publicidad de NBCUniversal, desempeñó un papel clave en el lanzamiento del servicio de transmisión Peacock.
Posteriormente, en 2014, se unió al Ad Council. En 2018, el presidente Donald Trump la nombró miembro del Consejo Presidencial de Deportes, Estado Físico y Nutrición. Yaccarino se convirtió en presidente de la junta directiva del Ad Council en enero de 2021, por un período que se extendió hasta el 30 de junio de 2022. Como presidente, se asoció con la administración de Biden en 2021 para crear una campaña de vacuna contra el coronavirus que contó con la participación del Papa Francisco. También presidió el grupo de trabajo sobre el futuro del trabajo para el Foro Económico Mundial.
Yaccarino renunció a NBCUniversal el 12 de mayo de 2023, y el mismo día Elon Musk anunció que sería la nueva directora ejecutivoa de X Corp. y Twitter. Sobre su nombramiento, el Financial Times destacó el escepticismo de Musk sobre el Foro Económico Mundial y los vínculos de Yaccarino con la organización, a la que había criticado anteriormente por "convertirse cada vez más en un gobierno mundial no electo". Musk aseguró que no veía los vínculos de Yaccarino con el Foro Económico Mundial como un impedimento para su compromiso con la libertad de expresión, y escribió sobre su nombramiento como directora ejecutiva de Twitter que "el compromiso con la transparencia del código abierto y la aceptación de una amplia gama de puntos de vista permanece sin cambios".

## Vida personal
Yaccarino y su esposo, Claude Madrazo, tienen dos hijos. Viven en Sea Cliff, Nueva York.